# Athée-sur-Cher
Pour les articles homonymes, voir Athée et Cher.
Athée-sur-Cher est une commune française du département d'Indre-et-Loire, en région Centre-Val de Loire.

## Géographie

### Localisation
Athée-sur-Cher est une commune située à 18 km de Tours, 14 km d’Amboise et 5 km de Bléré.
| Azay-sur-Cher | Saint-Martin-le-Beau Le Cher | Dierre Le Cher |
|               | Athée-sur-Cher               | Bléré          |
| Truyes        | Courçay                      | Cigogné        |

### Hydrographie

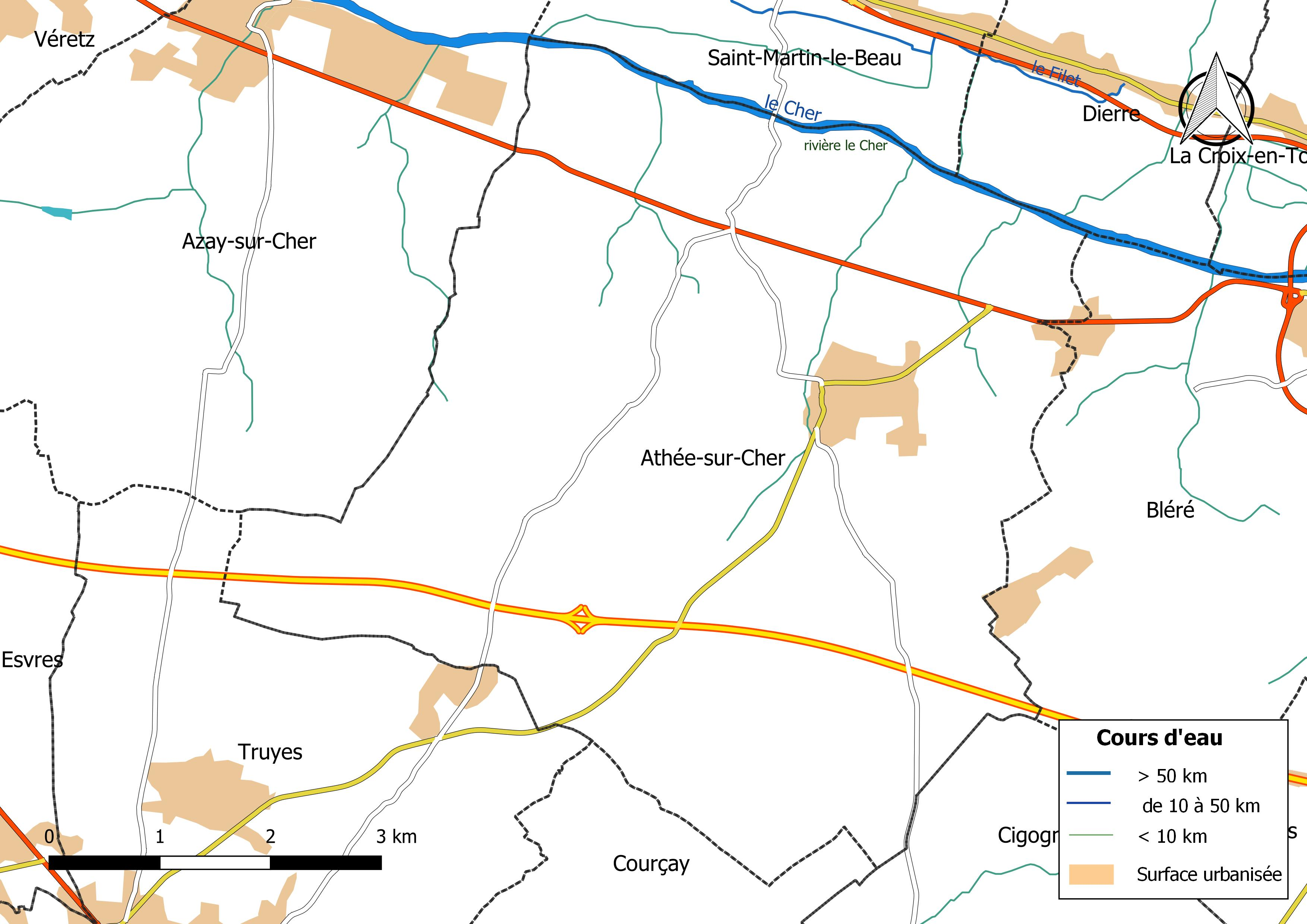
Réseau hydrographique d'Athée-sur-Cher.

La commune est traversée par le Cher (3,442 km). Le réseau hydrographique communal, d'une longueur totale de 13,61 km, comprend en outre huit petits cours d'eau,.
Le Cher, d'une longueur totale de 365,5 km, prend sa source à 714 mètres d'altitude à Mérinchal, dans la Creuse et se jette  dans la Loire à Villandry, à 40 m d'altitude, après avoir traversé 117 communes. Il traverse la commune d'est en ouest dans la partie haute de son territoire. Le Cher présente des fluctuations saisonnières de débit assez marquées. Sur le plan de la prévision des crues, la commune est située dans le tronçon du Cher tourangeau, dont la station hydrométrique de référence la plus proche est située à  Tours [Pont Saint Sauveur]. Le débit mensuel moyen (calculé sur 53 ans pour cette station) varie de 25,8 m3/s au mois d'août  à 192 m3/s au mois de février. Le débit instantané maximal observé sur cette station est de 1 000 m3/s le 24 mars 1988, la hauteur maximale relevée a été de 4,96 m le 5 juin 2016,.
Ce cours d'eau est classé dans les listes 1 et 2 au titre de l'article L. 214-17 du code de l'environnement sur le Bassin Loire-Bretagne. Au titre de la liste 1, aucune autorisation ou concession ne peut être accordée pour la construction de nouveaux ouvrages s'ils constituent un obstacle à la continuité écologique et le renouvellement de la concession ou de l'autorisation des ouvrages existants est subordonné à des prescriptions permettant de maintenir le très bon état écologique des eaux. Au titre de la liste 2, tout ouvrage doit être géré, entretenu et équipé selon des règles définies par l'autorité administrative, en concertation avec le propriétaire ou, à défaut, l'exploitant,. 
Sur le plan piscicole, le Cher est classé en deuxième catégorie piscicole. Le groupe biologique dominant est constitué essentiellement de poissons blancs (cyprinidés) et de carnassiers (brochet, sandre et perche).
Une zone humide a été répertoriée sur la commune par la direction départementale des Territoires (DDT) et le Conseil départemental d'Indre-et-Loire, : « La Varenne ».

### Climat
Pour des articles plus généraux, voir Climat du Centre-Val de Loire et Climat d'Indre-et-Loire.
En 2010, le climat de la commune est de type climat océanique altéré, selon une étude du CNRS s'appuyant sur une série de données couvrant la période 1971-2000. En 2020, Météo-France publie une typologie des climats de la France métropolitaine dans laquelle la commune est toujours exposée à un climat océanique altéré et est dans la région climatique Moyenne vallée de la Loire, caractérisée par une bonne insolation (1 850 h/an) et un été peu pluvieux.
Pour la période 1971-2000, la température annuelle moyenne est de 11,7 °C, avec une amplitude thermique annuelle de 15 °C. Le cumul annuel moyen de précipitations est de 677 mm, avec 11,3 jours de précipitations en janvier et 6,6 jours en juillet. Pour la période 1991-2020, la température moyenne annuelle observée sur la station météorologique de Météo-France la plus proche, sur la commune de Sublaines à 8 km à vol d'oiseau, est de 12,1 °C et le cumul annuel moyen de précipitations est de 647,3 mm,. Pour l'avenir, les paramètres climatiques de la commune estimés pour 2050 selon différents scénarios d'émission de gaz à effet de serre sont consultables sur un site dédié publié par Météo-France en novembre 2022.

## Urbanisme

### Typologie
Au 1er janvier 2024, Athée-sur-Cher est catégorisée commune rurale à habitat dispersé, selon la nouvelle grille communale de densité à sept niveaux définie par l'Insee en 2022.
Elle est située hors unité urbaine. Par ailleurs la commune fait partie de l'aire d'attraction de Tours, dont elle est une commune de la couronne,. Cette aire, qui regroupe 162 communes, est catégorisée dans les aires de 200 000 à moins de 700 000 habitants,.

### Occupation des sols
L'occupation des sols de la commune, telle qu'elle ressort de la base de données européenne d’occupation biophysique des sols Corine Land Cover (CLC), est marquée par l'importance des territoires agricoles (84,2 % en 2018), en diminution par rapport à 1990 (85,8 %). La répartition détaillée en 2018 est la suivante : 
terres arables (71,4 %), zones agricoles hétérogènes (12,5 %), forêts (11,7 %), zones urbanisées (3,1 %), eaux continentales (1 %), prairies (0,3 %). L'évolution de l’occupation des sols de la commune et de ses infrastructures peut être observée sur les différentes représentations cartographiques du territoire : la carte de Cassini (XVIIIe siècle), la carte d'état-major (1820-1866) et les cartes ou photos aériennes de l'IGN pour la période actuelle (1950 à aujourd'hui).

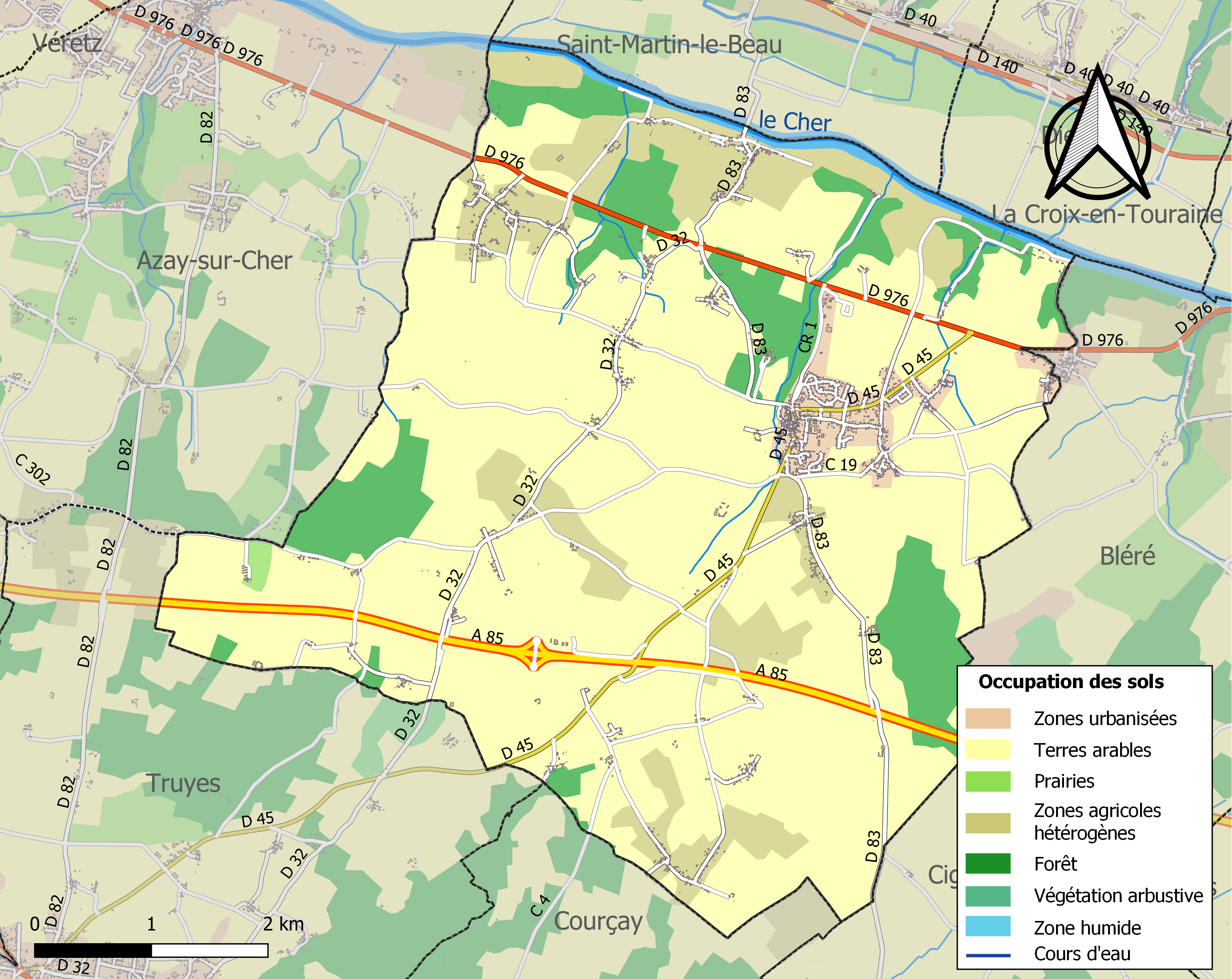
Carte des infrastructures et de l'occupation des sols de la commune en 2018 (CLC).

### Risques majeurs
Le territoire de la commune d'Athée-sur-Cher est vulnérable à différents aléas naturels : météorologiques (tempête, orage, neige, grand froid, canicule ou sécheresse), inondations et séisme (sismicité faible). Un site publié par le BRGM permet d'évaluer simplement et rapidement les risques d'un bien localisé soit par son adresse soit par le numéro de sa parcelle.
Certaines parties du territoire communal sont susceptibles d’être affectées par le risque d’inondation par débordement de cours d'eau, notamment le Cher. La commune a été reconnue en état de catastrophe naturelle au titre des dommages causés par les inondations et coulées de boue survenues en 1982, 1999, 2002 et 2016,.

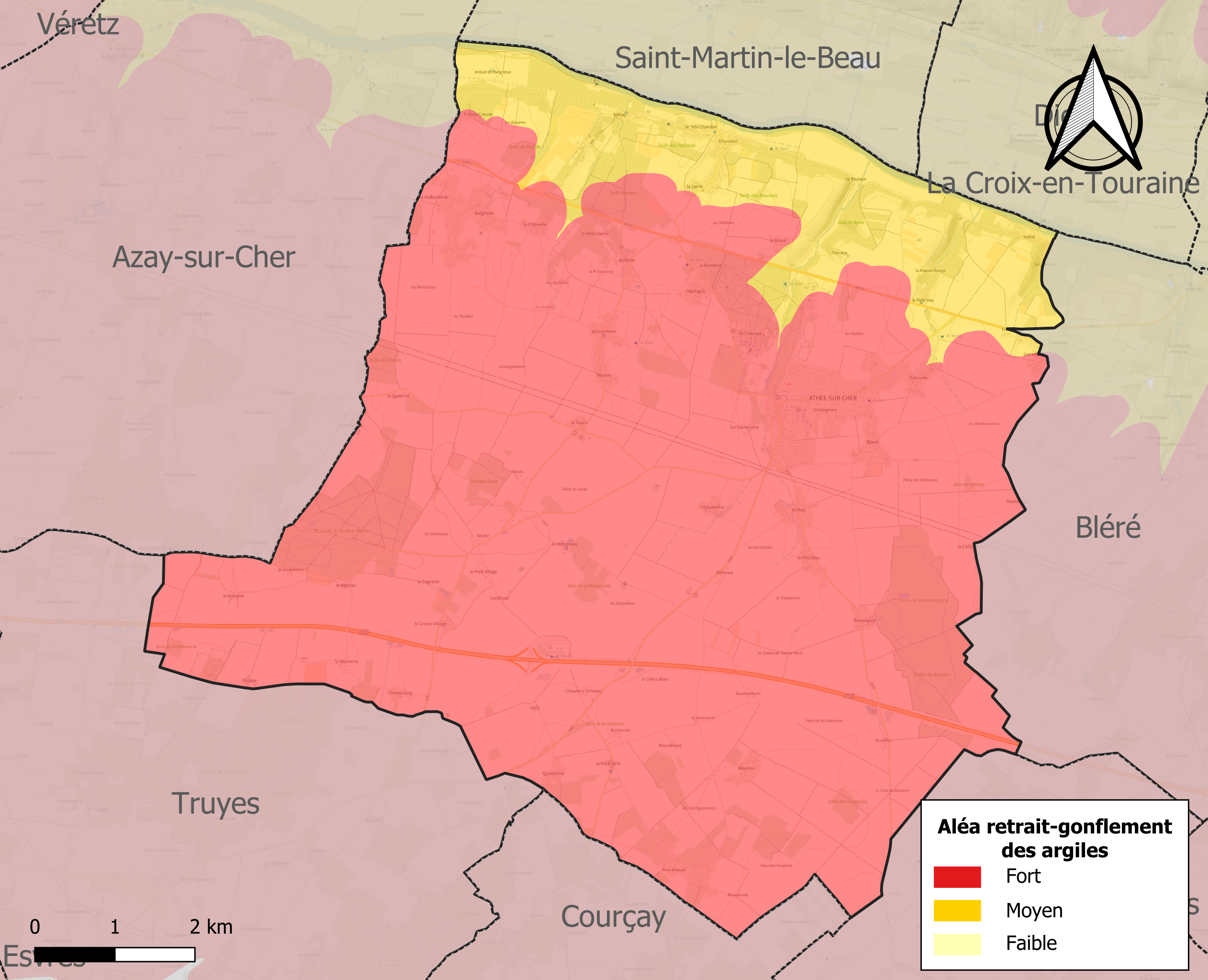
Carte des zones d'aléa retrait-gonflement des sols argileux d'Athée-sur-Cher.

Le retrait-gonflement des sols argileux est susceptible d'engendrer des dommages importants aux bâtiments en cas d’alternance de périodes de sécheresse et de pluie. La totalité de la commune est en aléa moyen ou fort (90,2 % au niveau départemental et 48,5 % au niveau national). Sur les 1 134 bâtiments dénombrés sur la commune en 2019, 1134 sont en aléa moyen ou fort, soit 100 %, à comparer aux 91 % au niveau départemental et 54 % au niveau national. Une cartographie de l'exposition du territoire national au retrait gonflement des sols argileux est disponible sur le site du BRGM,.
Concernant les mouvements de terrains, la commune a été reconnue en état de catastrophe naturelle au titre des dommages causés par la sécheresse en 1989, 1990, 1992, 1993, 1996, 2005 et 2011 et par des mouvements de terrain en 1999.

## Toponymie
Attesté sous la forme Ateia en 907, tout comme Athée (Côte-d'Or, Ateia 679, Attegias 733).
Atheia remonte au gaulois attegia « hutte, cabane », terme basé sur les éléments ad- (préfixe) et tegia (« maison » cf. vieil irlandais teg, vieux gallois tig, vieux breton tig, breton ti « maison »).
Le nom des habitants athégiens est conforme à l'étymologie.
Homonymie avec les nombreux Athée, Athie, Athies, Athis du domaine d'oïl.

## Histoire
Lors de la Seconde Guerre mondiale (régime de Vichy), Athée-sur-Cher était traversée par la ligne de démarcation.

## Politique et administration

### Tendances politiques et résultats
| Scrutin             | Scrutin             | 1er tour | 1er tour | 1er tour | 1er tour | 1er tour | 1er tour | 1er tour | 1er tour  | 1er tour | 1er tour | 1er tour | 1er tour | 2d tour | 2d tour | 2d tour | 2d tour | 2d tour | 2d tour |
| Scrutin             | Scrutin             | 1er      | 1er      | %        | 2e       | 2e       | %        | 3e       | 3e        | %        | 4e       | 4e       | %        | 1er     | 1er     | %       | 2e      | 2e      | %       |
| ------------------- | ------------------- | -------- | -------- | -------- | -------- | -------- | -------- | -------- | --------- | -------- | -------- | -------- | -------- | ------- | ------- | ------- | ------- | ------- | ------- |
| Présidentielle 2017 | Présidentielle 2017 |          | FN       | 28,28    |          | LFI      | 20,24    |          | LR        | 18,91    |          | EM       | 17,95    |         | EM      | 57,00   |         | FN      | 43,00   |
| Présidentielle 2022 | Présidentielle 2022 |          | RN       | 28,78    |          | LREM     | 28,34    |          | LFI       | 19,04    |          | REC      | 5,88     |         | LREM    | 50,63   |         | RN      | 49,37   |
| Législatives 2022   | 2e                  |          | RE-Ens   | 30,70    |          | RN       | 26,41    |          | LFI-Nupes | 25,74    |          | LR       | 4,77     |         | RE      | 52,22   |         | LFI     | 47,78   |
| Législatives 2024   | 2e                  |          | RN       | 40,30    |          | RE-Ens   | 30,33    |          | LFI-NFP   | 19,40    |          | LR       | 6,58     |         | RE      | 54,07   |         | RN      | 45,93   |

### Liste des maires
| Période                                  | Période      | Identité                         | Étiquette | Qualité                                            |
| ---------------------------------------- | ------------ | -------------------------------- | --------- | -------------------------------------------------- |
| 1790                                     | 1792         | François Nicolas Boiron          |           |                                                    |
| 1792                                     | 1795         | François Chenet                  |           |                                                    |
| 1795                                     | 1808         | François Nicolas Boiron          |           |                                                    |
| 1808                                     | 1826         | Lucien François Daen             |           |                                                    |
| 1826                                     | 1832         | Charles Pierre Liebert de Nitray |           |                                                    |
| 1832                                     | 1837         | Jacques Serrault                 |           |                                                    |
| 1837                                     | 1840         | de la Roche Aymon                |           |                                                    |
| 1840                                     | 1848         | Charles Pierre Liebert de Nitray |           |                                                    |
| 1847                                     | 1848         | Achille Dubau                    |           |                                                    |
| 1848                                     | 1852         | Charles Pierre Liebert de Nitray |           |                                                    |
| 1852                                     | 1852         | Jean Étienne Belliot             |           |                                                    |
| 1852                                     | 1856         | Jean Lescau                      |           |                                                    |
| 1856                                     | 1879         | François Raimbault               |           |                                                    |
| 1879                                     | 1881         | Molineau Doussard                |           |                                                    |
| 1881                                     | 1896         | François Raimbault               |           |                                                    |
| 1896                                     | 1919         | Sylvain Lunais Amirault          |           |                                                    |
| 1919                                     | 1929         | Henri Roguet                     |           |                                                    |
| 1929                                     | 1942         | Raoul Bernardi                   |           |                                                    |
| 1942                                     | 1944         | Rémy Poitevin                    |           |                                                    |
| 1944                                     | 1947         | Jean Landré                      |           |                                                    |
| 1947                                     | mars 1983    | René Bessé                       |           |                                                    |
| mars 1983                                | mars 1989    | Louis Vigier                     |           |                                                    |
| mars 1989                                | mars 2001    | Nicole Brianne                   |           |                                                    |
| mars 2001                                | mars 2014    | Philippe Vaslin                  | SE        |                                                    |
| mars 2014                                | janvier 2020 | Jean-Jacques Martin              | DVD       | Retraité                                           |
| janvier 2020                             | 26 mai 2020  | Gisèle Dutertre                  |           | Intérim à la suite du décès de Jean-Jacques Martin |
| 26 mai 2020                              | En cours     | Olivier Delaveau                 |           |                                                    |
| Les données manquantes sont à compléter. |              |                                  |           |                                                    |

## Population et société

### Démographie
L'évolution du nombre d'habitants est connue à travers les recensements de la population effectués dans la commune depuis 1793. Pour les communes de moins de 10 000 habitants, une enquête de recensement portant sur toute la population est réalisée tous les cinq ans, les populations de référence des années intermédiaires étant quant à elles estimées par interpolation ou extrapolation. Pour la commune, le premier recensement exhaustif entrant dans le cadre du nouveau dispositif a été réalisé en 2006.

En 2022, la commune comptait 2 848 habitants, en évolution de +6,75 % par rapport à 2016 (Indre-et-Loire : +1,67 %, France hors Mayotte : +2,11 %).
| 1793  | 1800  | 1806  | 1821  | 1831  | 1836  | 1841  | 1846  | 1851  |
| ----- | ----- | ----- | ----- | ----- | ----- | ----- | ----- | ----- |
| 1 246 | 1 340 | 1 214 | 1 239 | 1 304 | 1 381 | 1 356 | 1 492 | 1 373 |

| 1856  | 1861  | 1866  | 1872  | 1876  | 1881  | 1886  | 1891  | 1896  |
| ----- | ----- | ----- | ----- | ----- | ----- | ----- | ----- | ----- |
| 1 402 | 1 455 | 1 441 | 1 373 | 1 342 | 1 377 | 1 367 | 1 327 | 1 249 |

| 1901  | 1906  | 1911  | 1921  | 1926  | 1931  | 1936  | 1946  | 1954  |
| ----- | ----- | ----- | ----- | ----- | ----- | ----- | ----- | ----- |
| 1 157 | 1 148 | 1 145 | 1 066 | 1 044 | 1 011 | 1 013 | 1 059 | 1 012 |

| 1962  | 1968  | 1975  | 1982  | 1990  | 1999  | 2006  | 2011  | 2016  |
| ----- | ----- | ----- | ----- | ----- | ----- | ----- | ----- | ----- |
| 1 094 | 1 063 | 1 256 | 1 506 | 1 819 | 2 019 | 2 313 | 2 562 | 2 668 |

| 2021  | 2022  | - | - | - | - | - | - | - |
| ----- | ----- | - | - | - | - | - | - | - |
| 2 804 | 2 848 | - | - | - | - | - | - | - |

### Enseignement
Athée-sur-Cher se situe dans l'académie d'Orléans-Tours et dans la circonscription de St Avertin.
Une école maternelle publique et une école élémentaire publique regroupent les élèves de la commune.

## Culture locale et patrimoine

### Lieux et monuments
- Portion de l'aqueduc gallo-romain de Fontenay.
- Manoir de la Boissière.
- Église Saint-Romain, avec un autel dit autel de la Vierge réalisé par Louis Bory.
- Château de Nitray : demeure datant de François Ier dont le fief relève d’abord de Véretz puis de Montbazon. Le parc de 43 hectares a été dessiné à l’anglaise du Premier Empire et peut être visité.
- Tour du Brandon : édifice circulaire de 20 m de haut qui faisait partie d’une forteresse démantelée par les Anglais au XIVe siècle. C’était le siège d’une châtellenie relevant de Montbazon. Elle était défendue par une muraille et par des douves.
- Barrage de Nitray, établi sur le Cher en 1841 pour en réguler le débit et favoriser la circulation fluviale.

### Personnalités liées à la commune
- Girard d’Athée (1150-1215), chevalier, sénéchal de Touraine et gouverneur du château de Chinon, fidèle conseiller et serviteur du roi d'Angleterre Jean sans Terre.
- Jean Jacques Liébert, baron de Nitray (1758-1814), général des armées de la République et de l'Empire.

### Héraldique
|  | Les armoiries de Athée-sur-Cher se blasonnent ainsi : D'argent à l'église du lieu de gueules ouverte et ajourée du champ, senestrée d'une tour ronde de tanné, ajourée du champ, au bouquet de neuf épis de blé, tigés et feuillés d'or brochant à senestre, le tout soutenu d'une jumelle ondée d'azur en pointe; au chef réduit d'argent soutenu d'une burelle de sinople sur laquelle sont posées trois ruches de tanné. |